# Jean-Paul Salomé
Jean-Paul Salomé (París, 14 de septiembre de 1960) es un director de cine y guionista francés, reconocido principalmente por su película de 2008 Les Femmes de l'Ombre, protagonizada por Julie Depardieu y Sophie Marceau. Salomé estudió cine en la Sorbona Censier, después realizó dos cortometrajes, “L'heure d'aimer” y “La Petite commission”. En 1994 dirigió su primer largometraje "Les Braqueuses". En 1998 realizó su segundo largometraje "Restons groupés" y en el año 2000 dirigió a Sophie Marceau, Michel Serrault y Frédéric Diefenthal en “Belphégor - Le fantôme du Louvre”. En 2004 salió "Arsène Lupin", interpretada por los actores Romain Duris y Kristin Scott Thomas. Con esta obra se inauguró una de las ediciones del Festival de Cine Franco mexicano.

## Filmografía
| Año  | Título                           | Cometido           | Notas        |
| ---- | -------------------------------- | ------------------ | ------------ |
| 1991 | Crimes et jardins                | Director, escritor | Largometraje |
| 1994 | Les Braqueuses                   | Director, escritor |              |
| 1994 | Regards d'enfance                | Director, escritor | Serie de TV  |
| 1997 | La vérité est un vilain défaut   | Director, escritor | Largometraje |
| 1998 | Restons groupés                  | Director, escritor |              |
| 2001 | Belphégor - Le fantôme du Louvre | Director, escritor |              |
| 2003 | Bonne nuit                       | Director           | Cortometraje |
| 2004 | Arsène Lupin                     | Director, escritor | Largometraje |
| 2008 | Les Femmes de l'Ombre            | Director, escritor | Largometraje |
| 2010 | The Chameleon                    | Director, escritor | Largometraje |
| 2013 | Je fais le mort                  | Director, escritor | Largometraje |
| 2020 | Mamá María                       | Director, escritor | Largometraje |
| 2022 | Un blanco fácil                  | Director, escritor | Largometraje |